# Simpsonichthys boitonei
Simpsonichthys boitonei är en fiskart som beskrevs av Carvalho, 1959. Simpsonichthys boitonei ingår i släktet Simpsonichthys och familjen Rivulidae. IUCN kategoriserar arten globalt som sårbar. Inga underarter finns listade i Catalogue of Life.